# Kreis Borken
Kreis Borken is een Kreis in het noordwesten van de Duitse deelstaat Noordrijn-Westfalen. De Kreis telt 371.898 inwoners (31 december 2020) op een oppervlakte van 1.420,96 km². Op 31 december 2020 had 10,22% van de inwoners een niet-Duits staatsburgerschap (38.005 niet-Duitsers) en had 2,12% van de inwoners het Nederlandse staatsburgerschap (7.895 Nederlanders). Kreisstadt is de gelijknamige stad. De grootste steden in de Kreis zijn echter Bocholt en Gronau.

## Geografie

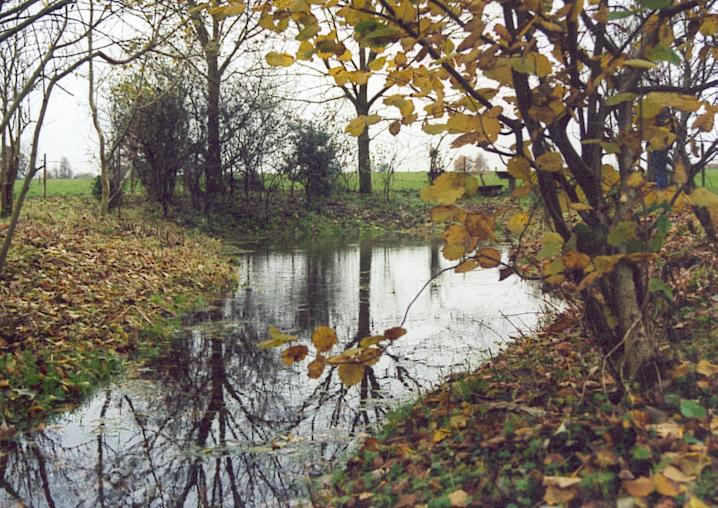
De bron van de Oude IJssel

Kreis Borken ligt in het noordwesten van Noordrijn-Westfalen, en maakt deel uit van het Regierungsbezirk Münster. In het noorden grenst de Kreis aan het Landkreis Grafschaft Bentheim in Nedersaksen en aan Kreis Steinfurt, in het oosten aan Kreis Coesfeld, in het zuiden aan de Kreise Recklinghausen, Wesel en Kleve. In het westen grenst Borken aan de Nederlandse provincies Gelderland en Overijssel.
De Oude IJssel ontspringt als Issel bij Raesfeld en stroomt door de Kreis om bij Gendringen Nederland binnen te stromen.

## Geschiedenis
Voorloper van de Kreis Borken waren de historische gerechtelijke arrondissementen en de historische Ämter Ahaus, Bocholt en Horstmar in het Bisdom Münster en de (rijks)heerlijkheden Anholt, Gemen en Werth. Na de secularisatie van het bisdom Münster in de Reichsdeputationshauptschluss valt het gebied in 1803 toe aan het nieuw gevormde vorstendom Salm. In 1811 wordt het gebied ingelijfd in het Franse keizerrijk. Na de terugtrekking van de Franse troepen in 1813 en het Congres van Wenen gaat het gebied deel uitmaken van de Pruisische provincie Westfalen. In 1816 wordt het gebied verdeeld in Kreis Borken en Kreis Ahaus binnen het Regierungsbezirk Münster. In 1923 treedt de stad Bocholt uit de Kreis Borken en wordt een kreisfreie Stadt. Na de Tweede Wereldoorlog wordt het gebied deel van de Britse bezettingszone en wordt in 1946 deel van de deelstaat Noordrijnland-Westfalen. Tot 1 februari 1950 afgestaan door het Britse leger aan de Nederlandse bestuurlijke raad. 
Bij de gemeentelijke herindeling van 1975 worden de toenmalige Kreisen Ahaus en Borken en steden Bocholt en Isselburg (uit Kreis Rees), de gemeente Erle (uit Kreis Recklinghausen), die werd opgenomen in de gemeente Raesfeld, en de gemeente Gescher (uit Kreis Coesfeld) samengevoegd tot de huidige Kreis Borken, dat rechtsopvolger is van de Kreisen Ahaus en Borken. De tot dan toe tot de Kreis Borken behorende gemeente Dingden gaat dan grotendeels over naar de nieuw gevormde gemeente Hamminkeln in de Kreis Wesel.

## Steden en gemeenten

Steden en gemeenten in Kreis Borken.

De volgende steden en gemeenten liggen in de Kreis:
| Steden | Gemeenten                                                                               |
| --- | --------------------------------------------------------------------------------------- |
| 1. Ahaus (sinds 1975) 2. Bocholt 3. Borken 4. Gescher 5. Gronau (sinds 1975) 6. Isselburg 7. Rhede 8. Stadtlohn (sinds 1975) 9. Velen 10. Vreden (sinds 1975) | 1. Heek 2. Heiden 3. Legden 4. Raesfeld 5. Reken 6. Schöppingen (sinds 1975) 7. Südlohn |

Zie ook: Lijst van Kreise en kreisfreie steden in Noordrijn-Westfalen
Ahaus · Bocholt · Borken ·
Gescher · Gronau · Heek · Heiden · Isselburg · Legden · Raesfeld · Reken · Rhede · Schöppingen · Stadtlohn · Südlohn · Velen · Vreden